# Caverne de Saint-Léonard
Caverne de Saint-Léonard är en grotta i Kanada.   Den ligger i regionen Montréal och provinsen Québec, i den sydöstra delen av landet, 160 km öster om huvudstaden Ottawa. Caverne de Saint-Léonard ligger 42 meter över havet.
Terrängen runt Caverne de Saint-Léonard är platt.Runt Caverne de Saint-Léonard är det mycket tätbefolkat, med 5 805 invånare per kvadratkilometer.. Närmaste större samhälle är Montréal, 9,0 km söder om Caverne de Saint-Léonard. 
Runt Caverne de Saint-Léonard är det i huvudsak tätbebyggt.